# Mineràlnie Vodi
Mineràlnie Vodi (rus: Минера́льные Во́ды) sovint escurçat com Min-Vodi (Мин-Воды) és una ciutat del krai de Stàvropol, a la Federació Russa. Té una població de vora 75000 habitants.
Està situada a la riba del riu Kumà. El seu nom significa literalment «aigües minerals» i serveix com a base de molts manantials del Caucas.

## Transport
És una estació important del ferrocarril del Caucas del Nord, que uneix Rostov del Don amb Bakú (a l'Azerbaidjan). Disposa d'un aeroport internacional (l'Aeroport de Mineràlnie Vodi), que és el més important del krai en nombre de passatgers.

## Clima
El clima de Mineràlnie Vodi es considera continental humit (Classificació de Köppen Dfa).
| Dades climàtiques a Mineràlnie Vodi | Dades climàtiques a Mineràlnie Vodi | Dades climàtiques a Mineràlnie Vodi | Dades climàtiques a Mineràlnie Vodi | Dades climàtiques a Mineràlnie Vodi | Dades climàtiques a Mineràlnie Vodi | Dades climàtiques a Mineràlnie Vodi | Dades climàtiques a Mineràlnie Vodi | Dades climàtiques a Mineràlnie Vodi | Dades climàtiques a Mineràlnie Vodi | Dades climàtiques a Mineràlnie Vodi | Dades climàtiques a Mineràlnie Vodi | Dades climàtiques a Mineràlnie Vodi | Dades climàtiques a Mineràlnie Vodi |
| Mes                                 | gen                                 | febr                                | març                                | abr                                 | maig                                | juny                                | jul                                 | ag                                  | set                                 | oct                                 | nov                                 | des                                 | anual                               |
| ----------------------------------- | ----------------------------------- | ----------------------------------- | ----------------------------------- | ----------------------------------- | ----------------------------------- | ----------------------------------- | ----------------------------------- | ----------------------------------- | ----------------------------------- | ----------------------------------- | ----------------------------------- | ----------------------------------- | ----------------------------------- |
| Màxima rècord °C (°F)               | 19.5 (67.1)                         | 21.5 (70.7)                         | 30.3 (86.5)                         | 34.5 (94.1)                         | 34.9 (94.8)                         | 37.5 (99.5)                         | 39.7 (103.5)                        | 41.1 (106)                          | 37.4 (99.3)                         | 34.1 (93.4)                         | 25.8 (78.4)                         | 19.4 (66.9)                         | 41.1 (106)                          |
| Màxima mitjana °C (°F)              | 1.7 (35.1)                          | 2.5 (36.5)                          | 8.4 (47.1)                          | 16.8 (62.2)                         | 21.8 (71.2)                         | 26.5 (79.7)                         | 29.8 (85.6)                         | 29.3 (84.7)                         | 23.9 (75)                           | 16.4 (61.5)                         | 8.2 (46.8)                          | 2.8 (37)                            | 15.7 (60.3)                         |
| Mitjana diària °C (°F)              | −2.5 (27.5)                         | −2.4 (27.7)                         | 2.9 (37.2)                          | 10.1 (50.2)                         | 15.1 (59.2)                         | 19.6 (67.3)                         | 22.7 (72.9)                         | 22.0 (71.6)                         | 16.8 (62.2)                         | 10.2 (50.4)                         | 3.4 (38.1)                          | −1.3 (29.7)                         | 9.7 (49.5)                          |
| Mínima mitjana °C (°F)              | −5.7 (21.7)                         | −6.1 (21)                           | −1.2 (29.8)                         | 4.6 (40.3)                          | 9.2 (48.6)                          | 13.6 (56.5)                         | 16.2 (61.2)                         | 15.7 (60.3)                         | 11.2 (52.2)                         | 5.8 (42.4)                          | 0.2 (32.4)                          | −4.6 (23.7)                         | 4.9 (40.8)                          |
| Mínima rècord °C (°F)               | −33.3 (−27.9)                       | −31.6 (−24.9)                       | −23.8 (−10.8)                       | −7.6 (18.3)                         | −2.9 (26.8)                         | 3.2 (37.8)                          | 7.5 (45.5)                          | 4.2 (39.6)                          | −4.6 (23.7)                         | −17.7 (0.1)                         | −23.6 (−10.5)                       | −31.5 (−24.7)                       | −33.3 (−27.9)                       |
| Precipitació mitjana mm (polzades)  | 18 (0.71)                           | 18 (0.71)                           | 28 (1.1)                            | 54 (2.13)                           | 66 (2.6)                            | 86 (3.39)                           | 69 (2.72)                           | 48 (1.89)                           | 35 (1.38)                           | 38 (1.5)                            | 31 (1.22)                           | 28 (1.1)                            | 519 (20.43)                         |
| Font: Pogoda                        |                                     |                                     |                                     |                                     |                                     |                                     |                                     |                                     |                                     |                                     |                                     |                                     |                                     |